# Posłowie Rady Najwyższej Ukrainy VI kadencji
Posłowie Rady Najwyższej Ukrainy VI kadencji – zostali wybrani w przedterminowych wyborach parlamentarnych przeprowadzonych 30 września 2007. Lista posłów uporządkowana według list wyborczych bez uwzględnienia zmian przynależności politycznej w trakcie kadencji. Kadencja zakończyła się w 2012.

## Partia Regionów
- Serhij Andros
- Nurulisłam Arkałłajew
- Rinat Achmetow
- Tetiana Bachtejewa
- Serhij Baranow-Mohort
- Wałerij Bewzenko
- Iryna Bereżna
- Borys Biłasz
- Ołeksij Biły
- Inna Bohosłowśka
- Wjaczesław Bohusłajew
- Jurij Bołdyriew
- Ołena Bondarenko
- Wiktor Bondarenko
- Wałerij Bondyk
- Witalij Bort
- Ołeh Carow
- Wasyl Chara
- Wałerij Charlim
- Wasyl Chmelnycki
- Witalij Chomutynnik
- Petro Ciurko
- Mychajło Czeczetow
- Ołeksandr Czernomorow
- Jurij Czertkow
- Taras Czornowił
- Wasyl Czudnow
- Ołeksandr Darda
- Borys Dejcz
- Wasyl Demczyszen
- Wołodymyr Demydko
- Mykoła Demianko
- Andrij Derkacz
- Ołeksij Fedun
- Jewhenij Hieller
- Serhij Hłazunow
- Ihor Hłuszczenko
- Serhij Hołowaty
- Wasyl Horbal
- Anatolij Horbatiuk
- Iryna Horina
- Ołeksandr Horoszkewicz
- Wasyl Hrycak
- Ihor Humeniuk
- Wasyl Hurejew
- Serhij Husarow
- Leonid Isajew
- Jurij Iwaniuszczenko
- Mykoła Jankowski
- Wiktor Janukowycz
- Wołodymyr Jaroszczuk
- Ołeksandr Jedin
- Ołeksandr Jefremow
- Tamara Jehorenko
- Ołeksandr Jehorow
- Wasyl Jewtuchow
- Hryhorij Kałetnik
- Witalij Kałużny
- Jurij Karakaj
- Ołeksandr Kasianiuk
- Wałerij Kełestyn
- Serhij Kiwałow
- Anatolij Kinach
- Pawło Kłymeć
- Łeonid Klimow
- Serhij Klujew
- Wadym Kołesniczenko
- Jurij Kołocej
- Julija Kowałewśka
- Julija Kowalowa
- Łeonid Kożara
- Mykoła Komar
- Wałerij Konowaluk
- Wiktor Korż
- Pawło Korż
- Anatolij Korżew
- Ołeksandr Kozub
- Ołeksij Kunczenko
- Ołeksandr Kuźmuk
- Serhij Kyj
- Ołeksandr Kyryczok
- Wasyl Kyselow
- Ołeksandr Leszczynski
- Wołodymyr Litwinow
- Wałentyn Łandyk
- Wołodymyr Łandik
- Pawło Łebediew
- Maksym Łucki
- Wołodymyr Łyczuk
- Ihor Łysow
- Leonid Łytwynow
- Władysław Łukjanow
- Serhij Majboroda
- Wołodymyr Makejenko
- Wołodymyr Małyszew
- Wołodymyr Malcew
- Hryhorij Mańkowski
- Petro Melnyk
- Stanisław Melnyk
- Iwan Myrny
- Mychajło Myronenko
- Jurij Mirosznyczenko
- Serhij Momot
- Jurij Moroko
- Serhij Moszak
- Nwier Mchiełan
- Orest Muc
- Ołeh Nadosza
- Wołodymyr Nakoneczny
- Ołena Netećka
- Julija Nowikowa
- Wołodymyr Olijnyk
- Denys Omelianowicz
- Andrij Orłow
- Serhij Paczesiuk
- Eduard Pawłenko
- Andrij Pinczuk
- Światosław Piskun
- Ołeksij Płotnikow
- Ihor Płochoj
- Ion Popescu
- Wasyl Potapow
- Ihor Prasołow
- Anton Pryhodski
- Dmytro Prytyka
- Eduard Prutnik
- Artem Pszonka
- Petro Pysarczuk
- Dmytro Rewa
- Mykoła Romaniuk
- Wołodymyr Rybak
- Jurij Samojłenko
- Hennadij Samofałow
- Dmytro Sandłer
- Dmytro Swiatasz
- Andrij Seliwarow
- Heorhij Skudar
- Hryhorij Smitiuch
- Mykoła Sołoszenko
- Pawło Sołtus
- Wasyl Stelmaszenko
- Anatolij Stepanenko
- Ołeksandr Stojan
- Wadym Stołar
- Jarosław Suchy
- Pawło Sułkowski
- Ołeksandr Suprunenko
- Artem Synycia
- Jakiw Tabacznik
- Elbrus Tedejew
- Wiktor Turmanow
- Dmytro Szencew
- Ihor Szkiria
- Dmytro Szpenow
- Artem Szczerbań
- Wołodymyr Tołstenko
- Serhij Wasiutin
- Hennadij Wasyliew
- Ołeksandr Wasyliew
- Iwan Wernydubow
- Wołodymyr Weczerko
- Ołeksandr Wołkow
- Jurij Woropajew
- Władysław Zabarski
- Witalij Zabłocki
- Ołeksandr Zać
- Tetiana Zasucha
- Juchym Zwiahilski
- Wołodymyr Zubanow
- Mychajło Zubeć
- Wołodymyr Zubyk
- Ihor Zwarycz
- Ołeksij Żurawko
- Witalij Żurawski

## Blok Julii Tymoszenko
- Ołeksandr Abdullin
- Harehin Arutiunow
- Wałerij Babenko
- Mykoła Bahrajew
- Witalij Barwinenko
- Stanisław Berezkin
- Ołeh Biłorus
- Łew Biriuk
- Rusłan Bohdan
- Olha Bodnar
- Antonina Bolura
- Wołodymyr Bondarenko
- Ołena Bondarenko
- Kostiantyn Bondariew
- Wsewołod Borodin
- Ołeksandr Budżerak
- Ołeksandr Buriak
- Witalij Czepynoha
- Ołeh Czerpicki
- Witalij Czudnowski
- Witalij Daniłow
- Stepan Dawymuka
- Iwan Deńkowicz
- Wasyl Derewlany
- Jewhen Dobriak
- Wołodymyr Donczak
- Wałerij Dubil
- Ołeksandr Dubowoj
- Jarosław Fedorczuk
- Ołeksandr Feldman
- Wołodymyr Fiłenko
- Ołeksandr Fomin
- Wałerij Haćko
- Jurij Hanuszczak
- Petro Hasiuk
- Ołeh Hejman
- Stepan Hłuś
- Jurij Hnatkewicz
- Ihor Hryniw
- Bohdan Hubski
- Ołeksandr Hudyma
- Wołodymyr Iwanenko
- Anatolij Jahoferow
- Anton Jacenko
- Wołodymyr Jaworiwski
- Ihor Jereśko
- Wałerij Kalczenko
- Wałerij Kamczatny
- Wołodymyr Kaplijenko
- Ołeksandr Kemeniasz
- Ołena Kondratiuk
- Jewhen Konstantynow
- Witalij Korż
- Natalija Korołewśka
- Wadym Korotiuk
- Mychajło Kosiw
- Pawło Kostenko
- Serhij Koszyn
- Mykoła Kowzel
- Andrij Kożemjakin
- Wasyl Krawczuk
- Wałerij Krajnij
- Jurij Kruk
- Petro Kuźmenko
- Witalij Kuryło
- Iwan Kurowski
- Stepan Kurpil
- Iwan Kyryłenko
- Jewhen Kyryłczuk
- Ołeh Laszko
- Anżelika Łabunśka
- Wołodymyr Łewcun
- Wołodymyr Łemza
- Ołeksij Łohwynenko
- Ołeh Łukaszuk
- Rusłan Łukjanczuk
- Wołodymyr Makijenko
- Ołeh Malicz
- Serhij Miszczenko
- Pawło Mowczan
- Ulana Mostipan
- Jurij Odarczenko
- Wiktor Olijnyk
- Światosław Olijnyk
- Hryhorij Omelczenko
- Serhij Osyka
- Wiktor Pawłenko
- Andrij Pawłowski
- Serhij Paszynski
- Wadym Petrenko
- Mykoła Petruk
- Wjaczesław Pieriedierij
- Wołodymyr Pyłypenko
- Wałerij Pysarenko
- Serhij Podhorny
- Jurij Połuniejew
- Mykoła Potapczuk
- Jurij Prokopczuk
- Borys Pudow
- Ołeh Radkowski
- Arnold Radoweć
- Ołeksandr Riabeka
- Ihor Rybakow
- Ihor Sawczenko
- Serhij Sas
- Ostap Semerak
- Anatolij Semynoha
- Andrij Senczenko
- Jurij Serbin
- Jewhen Sihał
- Iwan Sidelnyk
- Ołeksandr Skybinecki
- Wołodymyr Skubenko
- Serhij Sobolew
- Mychajło Sokołow
- Rajisa Soroczynśka-Kyryłenko
- Ołeksandr Soczka
- Ołeksandr Steszenko
- Jewhenij Susłow
- Wałerij Suszkewycz
- Jewhen Szaho
- Wałerij Szamanow
- Andrij Szewczenko
- Serhij Szewczuk
- Ołeh Szewczuk
- Ołeksandr Szepełew
- Andrij Szkil
- Dmytro Szłemko
- Ołena Szustik
- Wiktor Szweć
- Elina Szyszkina
- Zoja Szyszkina
- Borys Szyjanow
- Wiktor Taran
- Serhij Teriochin
- Mykoła Tomenko
- Mykoła Trajduk
- Jurij Trehubow
- Jurij Tryndiuk
- Wadym Trofymenko
- Ołeh Tyszczenko
- Wiktor Ukołow
- Pawło Unhurian
- Tarieł Wasadze
- Serhij Weliżanski
- Andrij Werewski
- Dmytro Wetwycki
- Serhij Własenko
- Mychajło Wołyneć
- Ihor Worotniuk
- Roman Zabzaluk
- Hennadij Zadyrko
- Jewhen Zimin
- Rusłan Zozula
- Wałentyn Zubow
- Kostiantyn Żewaho

## Nasza Ukraina-Ludowa Samoobrona
- Wołodymyr Arjew
- Stanisław Arżewitin
- Oksana Biłozir
- Ołeksandr Bobylow
- Ołeksandr Bondar
- Wałerij Borysow
- Jurij But
- Serhij Charowski
- Ołeksandr Czornowołenko
- Andrij Dawydenko
- Stanisław Dowhy
- Ołeksandr Donij
- Mustafa Dżemilew
- Jarosław Dżodżyk
- Olha Herasymjuk
- Iryna Heraszczenko
- Anatolij Hrycenko
- Lilija Hryhorowycz
- Jurij Hrymczak
- Ołeh Humeniuk
- Arsenij Jaceniuk
- Petro Juszczenko
- Jurij Karmazin
- Wołodymyr Karpuk
- Mykoła Katerynczuk
- Jarosław Kendzior
- Wjaczesław Kyryłenko
- Ołeksandr Kłymenko
- Jurij Kluczkowski
- Rusłan Kniazewycz
- Wjaczesław Kowal
- Jurij Kostenko
- Ihor Kril
- Mykoła Kruć
- Kyryło Kułykow
- Mykoła Kulczynski
- Ksenija Lapina
- Wołodymyr Łanowyj
- Kateryna Łukjanowa
- Serhij Łucenko
- Mykoła Martynenko
- Wołodymyr Maruszczenko
- Anatolij Matwijenko
- Wołodymyr Mojsyk
- Hennadij Moskal
- Ołeh Nowikow
- Ołeksandr Omelczenko
- Łesia Orobeć
- Ihor Pałycia
- Andrij Parubij
- Wasyl Petiowka
- Iwan Pluszcz
- Mychajło Polanczycz
- Ołeksandr Słobodian
- Jurij Steć
- Taras Stećkiw
- Iwan Stojko
- Wołodymyr Stretowycz
- Wiktor Szemczuk
- Zinowij Szkutiak
- Jewhen Tałyszew
- Borys Tarasiuk
- Roman Tkacz
- Wiktor Topołow
- Ołeksandr Tretiakow
- Serhij Wasyłenko
- Wołodymyr Wiaziwski
- Iwan Zajeć
- Eduard Zejnałow
- Roman Zwarycz
- Pawło Żebriwski
- Dawyd Żwanija

## Komunistyczna Partia Ukrainy
- Ałła Ałeksandrowśka
- Ihor Ałeksiejew
- Ołeksij Baburin
- Wałerij Bewz
- Jewhen Carkow
- Serhij Chrapow
- Petro Cybenko
- Wołodymyr Danyłenko
- Wiktorija Demjanczuk
- Jurij Hajdajew
- Ołeksandr Hołub
- Serhij Hordijenko
- Leonid Hracz
- Spiridon Kilinkarow
- Mykoła Krawczenko
- Wołodymyr Łeszczenko
- Jewhen Marmazow
- Adam Martyniuk
- Wałentyn Matwiejew
- Wołodymyr Matwiejew
- Andrij Najdonow
- Maryna Perestenko
- Kateryna Samojłyk
- Petro Symonenko
- Switłana Szmelowa
- Ołeksandr Tkaczenko
- Jewhenij Wołyneć

## Blok Łytwyna
- Wałerij Baranow
- Iryna Bełousowa
- Wasyl Czernij
- Mykoła Derkacz
- Wołodymyr Herasymczuk
- Wadym Hrywkowski
- Serhij Hrynewecki
- Jurij Łytwyn
- Wołodymyr Łytwyn
- Serhij Pawłenko
- Wałerij Remez
- Mykoła Rudczenko
- Wiktor Sinczenko
- Ihor Szarow
- Mykoła Szerszun
- Mykoła Szmidt
- Wasyl Szpak
- Serhij Tereszczuk
- Kateryna Waszczuk
- Ołeh Zarubinski

## Byli posłowie VI kadencji
- Iryna Akimowa, PR, rezygnacja
- Mykoła Azarow, PR, rezygnacja
- Ołeh Babajew, BJuT, rezygnacja
- Rajisa Bohatyriowa, PR, rezygnacja
- Ołeksij Bojarchuk, PR, rezygnacja
- Jurij Bojko, PR, rezygnacja
- Wałerij Bukajew, PR, zgon
- Serij Buriak, BJuT, rezygnacja
- Pawło Burłakow, PR, rezygnacja
- Ihor Czerkaski, BJuT, rezygnacja
- Jurij Czmyr, PR, rezygnacja
- Wołodymyr Demiszkan, PR, rezygnacja
- Ludmyła Denisowa, BJuT, rezygnacja
- Wasyl Dżarty, PR, rezygnacja
- Mykoła Dżyha, PR, rezygnacja
- Leonid Fesenko, PR, rezygnacja
- Heorhij Filipczuk, BJuT, rezygnacja
- Ołeksij Harkusza, BŁ, nie objął mandatu
- Iwan Herasymow, KPU, zgon
- Hanna Herman, PR, rezygnacja
- Ihor Hołowczenko, BŁ, zgon
- Hryhorij Iłłaszow, PR, rezygnacja
- Wołodymyr Jacuba, PR, rezygnacja
- Wiktor Janukowycz, PR, rezygnacja
- Jurij Jechanurow, NUNS, rezygnacja
- Ihor Kałetnyk, KPU, rezygnacja
- Władysław Kaśkiw, NUNS, rezygnacja
- Andrij Klujew, PR, rezygnacja
- Dmytro Kolesnikow, PR, rezygnacja
- Borys Kołesnikow, PR, rezygnacja
- Jewhen Kornijczuk, BJuT, rezygnacja
- Ołeksij Kostusiew, PR, rezygnacja
- Wołodymyr Kozak, PR, rezygnacja
- Petro Krawczuk, BJuT, rezygnacja
- Andrij Kraweć, PR, rezygnacja
- Mykoła Kruhłow, PR, rezygnacja
- Petro Krupko, BJuT, rezygnacja
- Wasyl Kujbida, NUNS, rezygnacja
- Ołeksij Kuczerenko, NUNS, rezygnacja
- Mykoła Lisin, PR, zgon
- Mychajło Liwinski, BJuT, rezygnacja
- Serhij Lowoczkin, PR, rezygnacja
- Serhij Łarin, PR, rezygnacja
- Ołeksandr Ławrynowycz, PR, rezygnacja
- Ołeksij Łeluk, PR, rezygnacja
- Wiktor Łozinski, BJuT, rezygnacja
- Jurij Łucenko, NUNS, rezygnacja
- Ołena Łukasz, PR, rezygnacja
- Wiktor Matczuk, NUNS, rezygnacja
- Eduard Matwijczuk, PR, rezygnacja
- Hryhorij Nemyria, BJuT, rezygnacja
- Mykoła Oniszczuk, NUNS, rezygnacja
- Mychajło Papijew, PR, rezygnacja
- Jurij Pawłenko, NUNS, rezygnacja
- Ołeksandr Pekłuszenko, PR, rezygnacja
- Borys Petrow, PR, rezygnacja
- Ołeh Poliszczuk, BŁ, rezygnacja
- Wołodymyr Polaczenko, NUNS, zgon
- Wołodymyr Połochało, BJuT, zgon
- Ołeksandr Ponomarenko, BJuT, rezygnacja
- Ołeksandr Popow, PR, rezygnacja
- Andrij Portnow, BJuT, rezygnacja
- Mychajło Pożywanow, BJuT, rezygnacja
- Mykoła Prysiażniuk, PR, rezygnacja
- Wiktor Pyłypszyn, BŁ, rezygnacja
- Wiktor Pynzenyk, BJuT, rezygnacja
- Serhij Ryżuk, PR, rezygnacja
- Rawil Safiullin, PR, rezygnacja
- Dmytro Sałamatin, PR, rezygnacja
- Ołeksandr Sawczuk, PR, zgon
- Wołodymyr Siwkowycz, PR, rezygnacja
- Stanisław Skubaszewski, PR, rezygnacja
- Wiktor Słauta, PR, rezygnacja
- Iwan Spodarenko, NUNS, zgon
- Wołodymyr Stelmach, NUNS, nie objął mandatu
- Mykoła Sywulski, BJuT, rezygnacja
- Mychajło Syrota, BŁ, zgon
- Nestor Szufrycz, PR, rezygnacja
- Dmytro Tabacznyk, PR, rezygnacja
- Serhij Titenko, PR, rezygnacja
- Anatolij Tołstouchow, PR, rezygnacja
- Serhij Tułub, PR, rezygnacja
- Ołeksandr Turczynow, BJuT, rezygnacja
- Wiktor Tychonow, PR, rezygnacja
- Julia Tymoszenko, BJuT, rezygnacja
- Mykoła Tymoszenko, KPU, rezygnacja
- Swiatosław Wakarczuk, NUNS, rezygnacja
- Ołeksandr Wiłkuł, PR, rezygnacja
- Josyp Winski, BJuT, rezygnacja
- Ołeksij Zarudny, BJuT, rezygnacja
- Mykoła Złoczewski, PR, rezygnacja